# Sci alpino agli XI Giochi olimpici invernali - Slalom speciale maschile
Tra le competizioni dello sci alpino agli XI Giochi olimpici invernali di Sapporo 1972 lo slalom speciale maschile si disputò domenica 13 febbraio (dopo la gara di qualificazione di sabato 12) sulla pista di Sapporo Teine; lo spagnolo Francisco Fernández Ochoa vinse la medaglia d’oro, gli italiani Gustav Thöni e Roland Thöni rispettivamente quella d'argento e quella di bronzo, valide anche ai fini dei Campionati mondiali di sci alpino 1972.

## Antefatti
Detentore uscente del titolo era il francese Jean-Claude Killy, che aveva vinto la gara dei X Giochi olimpici invernali di Grenoble 1968 disputata sul tracciato di Chamrousse precedendo gli austriaci Herbert Huber e Alfred Matt (rispettivamente medaglia d'argento e medaglia di bronzo); il campione mondiale in carica era il francese Jean-Noël Augert, vincitore a Val Gardena 1970 davanti al connazionale Patrick Russel e allo statunitense Billy Kidd.
I due favoriti erano Augert, campione del mondo 1970 e in testa nella Coppa del Mondo di slalom speciale 1971-1972, e  Thöni, leggermente migliore nello slalom gigante ma considerato il miglior sciatore tecnico del mondo; Fernández Ochoa non era tra i favoriti: fino ad allora il suo miglior piazzamento in gare di Coppa del Mondo era stato un 6º posto.

## Risultati
| 1  | 2  | Francisco Fernández Ochoa | Spagna           | 0:55,36 | 1   | 0:53,91 | 2   | 1:49,27 |          |     |     |
| 2  | 13 | Gustav Thöni              | Italia           | 0:56,69 | 8   | 0:53,59 | 1   | 1:50,28 | +1,01    |     |     |
| 3  | 3  | Roland Thöni              | Italia           | 0:56,14 | 5   | 0:54,16 | 3   | 1:50,30 | +1,03    |     |     |
| 4  | 5  | Henri Duvillard           | Francia          | 0:55,92 | 3   | 0:54,53 | 6   | 1:50,45 | +1,18    |     |     |
| 5  | 10 | Jean-Noël Augert          | Francia          | 0:55,77 | 2   | 0:54,74 | 10  | 1:50,51 | +1,24    |     |     |
| 6  | 14 | Eberhard Schmalzl         | Italia           | 0:56,11 | 4   | 0:54,72 | 9   | 1:50,83 | +1,56    |     |     |
| 7  | 1  | David Zwilling            | Austria          | 0:57,30 | 11  | 0:54,67 | 8   | 1:51,97 | +2,70    |     |     |
| 8  | 11 | Edmund Bruggmann          | Svizzera         | 0:57,49 | 12  | 0:54,54 | 7   | 1:52,03 | +2,76    |     |     |
| 9  | 6  | Tyler Palmer              | Stati Uniti      | 0:57,68 | 15  | 0:54,37 | 4   | 1:52,05 | +2,78    |     |     |
| 10 | 4  | Andrzej Bachleda          | Polonia          | 0:57,04 | 10  | 0:55,22 | 11  | 1:52,26 | +2,99    |     |     |
| 11 | 8  | Christian Neureuther      | Germania Ovest   | 0:58,42 | 18  | 0:54,48 | 5   | 1:52,90 | +3,63    |     |     |
| 12 | 16 | Aurelio García            | Spagna           | 0:57,61 | 14  | 0:55,51 | 14  | 1:53,12 | +3,85    |     |     |
| 13 | 22 | Walter Tresch             | Svizzera         | 0:57,90 | 16  | 0:55,61 | 15  | 1:53,51 | +4,24    |     |     |
| 14 | 31 | Alfred Matt               | Austria          | 0:58,44 | 19  | 0:55,24 | 12  | 1:53,68 | +4,41    |     |     |
| 15 | 19 | Adolf Rösti               | Svizzera         | 0:58,08 | 17  | 0:56,08 | 16  | 1:54,16 | +4,89    |     |     |
| 16 | 33 | Terry Palmer              | Stati Uniti      | 0:58,78 | 21  | 0:55,50 | 13  | 1:54,28 | +5,01    |     |     |
| 17 | 21 | Masami Ichimura           | Giappone         | 0:57,58 | 13  | 0:57,25 | 18  | 1:54,83 | +5,56    |     |     |
| 18 | 35 | Masayoshi Kashiwagi       | Giappone         | 1:00,19 | 24  | 0:56,42 | 17  | 1:56,61 | +7,34    |     |     |
| 19 | 54 | Jim Hunter                | Canada           | 1:02,02 | 30  | 0:59,50 | 20  | 2:01,52 | +12,25   |     |     |
| 20 | 47 | Virgil Brenci             | Romania          | 1:01,56 | 29  | 1:00,02 | 22  | 2:01,58 | +12,31   |     |     |
| 21 | 23 | Sven Mikaelsson           | Svezia           | 1:01,00 | 26  | 1:00,72 | 23  | 2:01,72 | +12,45   |     |     |
| 22 | 60 | Sergej Griščenko          | Unione Sovietica | 1:02,97 | 31  | 0:59,70 | 21  | 2:02,67 | +13,40   |     |     |
| 23 | 49 | Reto Barrington           | Canada           | 1:04,02 | 34  | 0:59,23 | 19  | 2:03,25 | +13,98   |     |     |
| 24 | 52 | Malcolm Milne             | Australia        | 1:03,73 | 33  | 1:01,99 | 26  | 2:05,72 | +16,45   |     |     |
| 25 | 51 | Robert Blanchaer          | Belgio           | 1:05,78 | 35  | 1:01,58 | 25  | 2:07,36 | +18,09   |     |     |
| 26 | 46 | Royston Varley            | Gran Bretagna    | 1:06,31 | 37  | 1:01,54 | 24  | 2:07,85 | +18,58   |     |     |
| 27 | 56 | Ivan Penev                | Bulgaria         | 1:06,84 | 38  | 1:02,84 | 27  | 2:09,68 | +20,41   |     |     |
| 28 | 48 | Iain Finlayson            | Gran Bretagna    | 1:06,86 | 39  | 1:03,69 | 28  | 2:10,55 | +21,28   |     |     |
| 29 | 45 | Resmi Resmiev             | Bulgaria         | 1:05,82 | 36  | 1:05,28 | 29  | 2:11,10 | +21,83   |     |     |
| 30 | 65 | Carlos Perner             | Argentina        | 1:08,72 | 40  | 1:07,80 | 30  | 2:16,52 | +27,25   |     |     |
| 31 | 71 | Jorge-Emilio Lazzarini    | Argentina        | 1:10,45 | 41  | 1:08,49 | 31  | 2:18,94 | +29,67   |     |     |
| 32 | 61 | Fayzollah Band Ali        | Iran             | 1:18,14 | 45  | 1:14,61 | 32  | 2:32,75 | +43,48   |     |     |
| 33 | 37 | Gorban Ali Kalhor         | Iran             | 1:18,34 | 46  | 1:19,19 | 33  | 2:37,53 | +48,26   |     |     |
| 34 | 57 | Chen Yun-Ming             | Taiwan           | 1:27,98 | 47  | 1:25,49 | 34  | 2:57,47 | +1:08,20 |     |     |
| 35 | 68 | Wang Cheng-Che            | Taiwan           | 1:31,57 | 48  | 1:29,41 | 35  | 3:00,98 | +1:11,71 |     |     |
| 36 | 62 | Hwang Wei-Chung           | Taiwan           | 1:33,43 | 49  | 1:31,51 | 36  | 3:04,94 | +1:15,67 |     |     |
| 37 | 67 | Chia Kuo-Liang            | Taiwan           | 1:35,23 | 50  | 1:32,50 | 37  | 3:07,73 | +1:18,46 |     |     |
|    | 20 | Hansjörg Schlager         | Germania Ovest   | 0:56,56 | 6   | DNF     | DNF | DNF     | DNF      | DNF | DNF |
|    | 7  | Alfred Hagn               | Germania Ovest   | 0:56,64 | 7   | DNF     | DNF | DNF     | DNF      | DNF | DNF |
|    | 25 | Josef Loidl               | Austria          | 0:58,60 | 20  | DNF     | DNF | DNF     | DNF      | DNF | DNF |
|    | 26 | Manni Thofte              | Svezia           | 1:01,14 | 27  | DNF     | DNF | DNF     | DNF      | DNF | DNF |
|    | 30 | Olle Rolén                | Svezia           | 1:01,19 | 28  | DNF     | DNF | DNF     | DNF      | DNF | DNF |
|    | 17 | Haruhisa Chiba            | Giappone         | 1:01,25 |     | DNF     | DNF | DNF     | DNF      | DNF | DNF |
|    | 41 | Chris Womersley           | Nuova Zelanda    |         |     | DNF     | DNF | DNF     | DNF      | DNF | DNF |
|    | 43 | Dan Cristea               | Romania          |         |     | DNF     | DNF | DNF     | DNF      | DNF | DNF |
|    | 66 | Lotfollah Kia Shemshaki   | Iran             |         |     | DNF     | DNF | DNF     | DNF      | DNF | DNF |
|    | 69 | Ben Nanasca               | Filippine        |         |     | DNF     | DNF | DNF     | DNF      | DNF | DNF |
|    | 15 | Alain Penz                | Francia          | 0:56,72 | 9   | DSQ     | DSQ | DSQ     | DSQ      | DSQ | DSQ |
|    | 36 | Reinhard Tritscher        | Austria          | 0:59,43 | 22  | DSQ     | DSQ | DSQ     | DSQ      | DSQ | DSQ |
|    | 39 | Toshimasa Furukawa        | Giappone         |         |     | DSQ     | DSQ | DSQ     | DSQ      | DSQ | DSQ |
|    | 70 | Ali Saveh                 | Iran             |         |     | DSQ     | DSQ | DSQ     | DSQ      | DSQ | DSQ |
|    | 9  | Max Rieger                | Germania Ovest   | DNF     | DNF | DNF     | DNF | DNF     | DNF      | DNF | DNF |
|    | 28 | Andreas Sprecher          | Svizzera         | DNF     | DNF | DNF     | DNF | DNF     | DNF      | DNF | DNF |
|    | 29 | Erik Håker                | Norvegia         | DNF     | DNF | DNF     | DNF | DNF     | DNF      | DNF | DNF |
|    | 34 | Rick Chaffee              | Stati Uniti      | DNF     | DNF | DNF     | DNF | DNF     | DNF      | DNF | DNF |
|    | 42 | Steven Clifford           | Australia        | DNF     | DNF | DNF     | DNF | DNF     | DNF      | DNF | DNF |
|    | 44 | Herbert Marxer            | Liechtenstein    | DNF     | DNF | DNF     | DNF | DNF     | DNF      | DNF | DNF |
|    | 50 | Derek Robbins             | Canada           | DNF     | DNF | DNF     | DNF | DNF     | DNF      | DNF | DNF |
|    | 53 | Alex Mapelli-Mozzi        | Gran Bretagna    | DNF     | DNF | DNF     | DNF | DNF     | DNF      | DNF | DNF |
|    | 55 | Ross Ewington             | Nuova Zelanda    | DNF     | DNF | DNF     | DNF | DNF     | DNF      | DNF | DNF |
|    | 58 | Ghassan Keyrouz           | Libano           | DNF     | DNF | DNF     | DNF | DNF     | DNF      | DNF | DNF |
|    | 59 | Georgios Tambouris        | Grecia           | DNF     | DNF | DNF     | DNF | DNF     | DNF      | DNF | DNF |
|    | 62 | Panagiotis Alexandris     | Grecia           | DNF     | DNF | DNF     | DNF | DNF     | DNF      | DNF | DNF |
|    | 64 | Spyros Theodorou          | Grecia           | DNF     | DNF | DNF     | DNF | DNF     | DNF      | DNF | DNF |
|    | 72 | Juan Cipriano             | Filippine        | DNF     | DNF | DNF     | DNF | DNF     | DNF      | DNF | DNF |
|    | 73 | Konrad Bartelski          | Gran Bretagna    | DNF     | DNF | DNF     | DNF | DNF     | DNF      | DNF | DNF |
|    | 18 | Willi Frommelt            | Liechtenstein    | DSQ     | DSQ | DSQ     | DSQ | DSQ     | DSQ      | DSQ | DSQ |
|    | 24 | Bob Cochran               | Stati Uniti      | DSQ     | DSQ | DSQ     | DSQ | DSQ     | DSQ      | DSQ | DSQ |
|    | 27 | Otto Tschudi              | Norvegia         | DSQ     | DSQ | DSQ     | DSQ | DSQ     | DSQ      | DSQ | DSQ |
|    | 32 | Erwin Stricker            | Italia           | DSQ     | DSQ | DSQ     | DSQ | DSQ     | DSQ      | DSQ | DSQ |
|    | 38 | Marko Kavčič              | Jugoslavia       | DSQ     | DSQ | DSQ     | DSQ | DSQ     | DSQ      | DSQ | DSQ |
|    | 40 | Peik Christensen          | Norvegia         | DSQ     | DSQ | DSQ     | DSQ | DSQ     | DSQ      | DSQ | DSQ |
|    | 12 | Gérard Bonnevie           | Francia          | DNS     | DNS | DNS     | DNS | DNS     | DNS      | DNS | DNS |

Legenda:

DNF = prova non completata

DSQ = squalificato

DNS = non partito

Pos. = posizione

Pett. = pettorale
1ª manche:

Data: 13 febbraio

Ore: 11.01 (UTC+9)

Pista: Sapporo Teine

Partenza:

Arrivo:

Dislivello: 228 m

Porte: 71

Tracciatore: Gaston Perrot (Francia)
2ª manche:

Data: 13 febbraio

Ore: 13.16 (UTC+9)

Pista: Sapporo Teine

Partenza:

Arrivo:

Dislivello: 228 m

Porte: 75

Tracciatore: Fritz Huber (Austria)